# 肥田和明
肥田和明（ひだ かずあき、1979年10月30日生まれ）は、日本の経営者・画家・福祉事業家であり、C-POWERグループの代表。
デザイン・HP制作会社に加え、障がい者支援を目的とした複数の事業を展開しており、福祉分野においても積極的に活動している。
一般社団法人全国介護事業者連盟 障害福祉事業部会 岐阜県支部の支部長。
現代美術家協会の会員。
岐阜県多治見市出身。

## 来歴
1979年10月30日に岐阜県多治見市大正町に肥田家の長男として生まれる。

### 幼少期
先天性多発性関節拘縮症と診断され、愛知県心身障害者コロニー（現在：愛知県医療療育総合センター中央病院）に入院し多くの治療を受ける。
1985年4月治療と訓練のため親元を離れ、岐阜県立希望が丘学園へ入園。

### 中学部・高等部
中学部1年2学期から、岐阜県立関養護学校（現在：岐阜県立関特別支援学校）中学部へ転入。コンピュータと出合う。
1994年から1996年の3年連続で愛知県名古屋市にある社会福祉法人AJU自立の家主催「夏季自立体験プログラム」に参加。
1995年、1996年の2年連続で兵庫県西宮市にあるメインストリーム協会主催「障害者甲子園」に参加。
1997年3月高等部を卒業。

### 専門学校
1997年4月名古屋造形ビジネス専門学校（現在：あいち造形デザイン専門学校）コンピュータグラフィックス科に入学。
就職活動に入り、最終的に進路が決まらぬまま2000年に専門学校を卒業。

### デザイン事務所設立
2002年2月18日個人事業としてデザイン事務所「TOTAL DESIGN C-POWER」創業。

### C-POWERグループとして
2008年6月18日デザイン会社「株式会社C-POWER」法人設立、同年11月11日不動産管理会社「株式会社インフォクリエーション」法人設立、代表取締役に就任。
2012年8月1日就労移行支援事業所、障害者就労支援センター「C-POWER WorkingSupport ドーラ」を開設。
2014年2月1日相談支援事業所「CSロープ」を開設。
2013年8月23日障害者の職場提供と生活支援を事業目的とする「一般社団法人LiC-GiO」を設立、代表理事に就任。
2014年7月1日就労継続支援B型事業所「SWINGU」を開設。
2016年9月28日デザイン会社を「株式会社SMC-POWER」とし、代表取締役に就任する。
2016年10月1日就労継続支援A型事業所「TRID」を開設。
2018年5月1日障害者本人が希望する生活スタイルが選択できる自立型グループホーム「GiOhome」を開設。
2019年2月1日就労定着支援事業所「パテ」を開設。
2020年6月1日生活介護事業所「おといろアイランド」を開設。
2021年3月18日中小企業の為のビジネスメディア「OHACO」マガジンを発刊。
2022年2月「おといろアイランド」を創造力研究所「クリパラボ」へ改名。
2023年3月1日放課後等デイサービス「Iam(アイアム)」を開設。
2024年4月1日就労継続支援B型事業所「ABivan(アビヴァン)」を開設。
現在に至る。

## 個展
- 2023年9月25日岐阜県多治見市のプラティ多治見2階イベントホールにて、個展を開催。